# Echinolittorina tenuistriata
Echinolittorina tenuistriata is een slakkensoort uit de familie van de Littorinidae. De wetenschappelijke naam van de soort is voor het eerst geldig gepubliceerd in 2002 door Reid.